# Thujopsène
Le thujopsène est un composé organique, de formule chimique C15H24, donc un sesquiterpène. On le trouve dans l'huile essentielle de nombreux conifères, notamment Juniperus cedrus (où il représente plus de 80 % de l'huile extraite du bois) et Thujopsis dolabrata, dont il tire son nom.

## Biosynthèse
Le thujopsène est biosynthétisé à partir du Farnésyl-pyrophosphate, selon la réaction suivante :